# Coutures (Gironde)
Coutures település Franciaországban, Gironde megyében. Lakosainak száma 92 fő (2022. január 1.). Coutures Saint-Ferme, Neuffons, Le Puy, Rimons, Roquebrune és Saint-Sulpice-de-Guilleragues községekkel határos.

## Népesség
A település népességének változása:
| Lakosok száma | 92   | 84   | 70   | 82   | 104  | 99   | 96   | 98   | 97   | 92   |
|               | 1968 | 1982 | 1990 | 2006 | 2013 | 2015 | 2017 | 2019 | 2020 | 2022 |